# Wheeler (Texas)
Wheeler település az Amerikai Egyesült Államok Texas államában, Wheeler megyében, melynek megyeszékhelye is. Lakosainak száma 1487 fő (2020. április 1.).

## Népesség
A település népességének változása:

| 2010 | 1 592 |
| 2020 | 1 487 |